# Эберхардт, Зигфрид
Зигфрид Эберхардт (нем. Siegfried Eberhardt; 19 марта 1883, Франкфурт-на-Майне — 29 июня 1960, Цвиккау) — немецкий скрипач и музыкальный педагог. Сын Гоби Эберхардта.
Учился в Консерватории Штерна у Бернхарда Дессау и Арриго Серато, затем с 1908 г. преподавал там же, в 1933 г. сменил Пауля Гренера на посту директора консерватории. В 1935 г. в ходе произведённой новыми нацистскими властями реорганизации консерватории Эберхардт потерял свой пост и в дальнейшем был фактически исключён из музыкальной жизни. По окончании Второй мировой войны Эберхардт был одним из главных организаторов новых консерваторий в Халле и Цвиккау.
Эберхардту принадлежит ряд важных работ о скрипичном искусстве. Небольшая книга «Воодушевлённый скрипичный тон» (нем. Der beseelte Violin-Ton; Дрезден, 1910, английский перевод англ. Violin vibrato: its mastery and artistic uses, 1911) стала первым значительным исследованием техники вибрато, которую Эберхардт рассматривал, помимо прочего, и как средство индивидуализации исполнительской манеры. В 1938 году большой интерес вызвала книга Эберхардта «Возрождение или гибель скрипичного искусства» (нем. Wiederaufstieg oder Untergang der Kunst des Geigens), вышедшая одновременно в Копенгагене, Риге и Львове, в которой он обрушивался на стальные струны как на убивающие исполнительское мастерство. Эберхардт писал также об индивидуальном мастерстве своих старших современников — Йозефа Иоахима, Августа Вильгельми, Эжена Изаи, Пабло Сарасате, Вилли Бурместера и др.